# Hawker Horsley
Die Hawker Horsley war ein Torpedo- und Tagbomber der Royal Air Force (RAF) aus den 1920er Jahren.

## Geschichte

### Hawker Horsley Mk. I
Die Horsley Mk I war die letzte reine Holzkonstruktion des Herstellers Hawker. Der zweisitzige Bomber war ein Doppeldecker mit großem Ober- und kleinerm Unterflügel. Sein Motor war der Rolls-Royce Condor IIIA mit 665 PS. Die Spannweite maß 17,21 und die Längevon 11,84 m, die Höchstgeschwindigkeit lag bei 200 km/h.
Der Prototyp (Serial J7511) flog erstmals im März 1925, Eine Bestellung über 10 Flugzeuge dieses Typs folgte im März 1926, die Flugzeuge verließen ab August 1926 die Werkhallen. Im Januar 1927 lösten sie bei den Squadrons No.11 und 100 zusammen mit den gleichzeitig bestellten Horsley Mk.II die bislang dort geflogenen Fairey Fawn ab.

### Hawker Horsley Mk. II
Die Horsley Mk II wurde in Ganzmetallbauweise gefertigt. Der Prototyp für diese Variante (Serial J7721) flog erstmals am 6. Dezember 1925. Eine Bestellung über 20 Flugzeuge (nach anderer Ansicht 28) dieses Typs folgte im März 1926, sie dienten zusammen mit den Horsley Mk.I zur Ausrüstung der Squadrons No.11 und 100.
In der Folgezeit kam es zu weiteren Bestellungen, insbesondere einer Torpedobomber-Variante, so beispielsweise 12 Stück im Jahr 1927, 18 Stück im Jahr 129 und weitere 18 im Jahr 1931. Auch die Squadrons No.15 und 33 flogen ab 1928 den Hawker Horsley, ferner die Torpedobomber-Squadron Nr. 36, die 1930 von Großbritannien nach Singapur verlegte.
Allmählich begann der Hawker Horsley zu veralten, 1930 wurden sie in der 33. Schwadron durch Hawker Hart ersetzt. Es folgten die übrigen Schwadronen ab 1932, bis 1933 waren in allen in England stationierten Schwadronen die Hawker Horsley durch Vickers Vildebeest ersetzt. Als letzte Schwadron rüstete Nr. 36 im Jahr 1935 entsprechend um.
Dies war jedoch nicht das Ende der Hawker Horsley in britischen Diensten: Die Flugzeuge dienten als Ausstattung der 504. Reserve-Schwadron und als Zielschleppflugzeuge. Wegen ihrer Größe ließ sich eine hohe Treibstofflast zuladen, sie waren daher als Langstrecken-Testflugzeuge für neue Motoren optimal geeignet und dienten in dieser Rolle bis ca. 1937.

### In griechischen Diensten
Im April 1929 bestellte Griechenland 6 Hawker Horsley, die Ende 1929 geliefert wurden. Als Griechenland 1940 in den Zweiten Weltkrieg eintrat, waren diese Flugzeuge nicht mehr im Fronteinsatz.

### In dänischen Diensten
Dänemark bestellte 1930 zwei Flugzeuge, die dreisitzig und mit Schwimmern versehen waren und als „Hawker Dantorp“ bezeichnet wurden. Die Lieferung erfolgte 1932. Als Antriebsquelle diente der Armstrong-Siddeley Leopard IIIA mit 805 PS Startleistung. Gleichzeitig wurde eine Lizenz erworben, von der aber kein Gebrauch gemacht wurde. Die Flugzeuge blieben bis 1940 im Dienst, ihre Manövrierfähigkeit und guten Flugeigenschaften wurden gerühmt. Sie wurden bei Einmarsch deutscher Truppen in Dänemark 1940 zerstört, um sie nicht dem Feind in die Hände fallen zu lassen.

### Gesamtzahl
Insgesamt sollen (einschließlich Lieferungen an Dänemark und Griechenland) 128 Hawker Horseley gebaut worden sein. Dies setzt indessen voraus, dass außer den oben genannten Stückzahlen noch weitere Flugzeuge in Großbritannien bestellt und geliefert worden sein müssen.

## Militärische Nutzer
- Dänemark
- Griechenland
- Vereinigtes Königreich: Royal Air Force

## Technische Daten
| Kenngröße             | Daten                                                                      |
| --------------------- | -------------------------------------------------------------------------- |
| Länge                 | 11,84 m                                                                    |
| Spannweite            | 17,22 m                                                                    |
| Flügelfläche          | 64,38 m²                                                                   |
| Höhe                  | 4,16 m                                                                     |
| Leergewicht           | 2.164 kg                                                                   |
| Fluggewicht           | 3.538 kg als Bomber oder 4.205 kg als Torpedobomber                        |
| Antrieb               | ein 12-Zylinder-V-Motor Rolls-Royce Condor IIIA mit 496 kW (675 PS)        |
| Höchstgeschwindigkeit | 203 km/h in 6.000 Fuß (1.829 m) Höhe                                       |
| Reichweite            | 10 Stunden / 1.449 km                                                      |
| Dienstgipfelhöhe      | 4.267 m                                                                    |
| Steigrate             | 10.000 Fuß (3.045 m) in 14 min. 20 s                                       |
| Bewaffnung            | zwei 7,7-mm-MG, bis zu 680 kg Bomben oder ein 975-kg-Torpedo als Außenlast |
| Besatzung             | zwei Mann                                                                  |